# 周口站
周口站，位于中华人民共和国河南省周口市川汇区，是漯阜铁路上的火车站，建于1975年，2013年12月26日新站房开通营运，由武汉铁路局管辖。

## 車站周邊
- 周口客运总站
- 摩尔豪泰快捷酒店
- 周口经济开发区高新科技工业园
- 康庄小学
- 周口开发区人民广场
- 周口职业技术学院
- 宁洛高速公路
- 周口市教育局
- 周口市财政局
- 周口市国土资源局
- 周口海关

## 歷史
- 建于1975年。
- 2013年12月26日新站房启用。

## 旅客列车目的地
| 列车所属路局 | 目的地                   |
| ------------ | ------------------------ |
| 上海铁路局   | 平頂山、漯河、上海、宁波 |
| 武汉铁路局   | 平顶山、上海             |

### 普速始发车次
| 列车所属路局 | 车次  | 目的地 |
| ------------ | ----- | ------ |
| 武漢局集團   | K402  | 北京西 |
| 武漢局集團   | K1006 | 廣州   |
| 武漢局集團   | K1505 | 上海   |

## 外部連結
- 中国铁路客户服务中心（页面存档备份，存于）